# Cladomnion pallens
Cladomnion pallens là một loài rêu trong họ Ptychomniaceae. Loài này được Sande Lac. mô tả khoa học đầu tiên năm 1872.